# ディキル
ディキル（アラビア語: دخيل、フランス語: Dikhil）はジブチ南部、ディキル州の州都。映画『猿の惑星』のロケに使われたアッベ湖からみて東側にあたる。首都のジブチ市とは国道で結ばれている。 2024年国勢調査の人口は27,378人。ディキルはDikil、Dikkilとも綴られる。

## 歴史
アディスアベバ生まれのイギリス人探検家・紀行作家のウィルフレッド・セシジャー(Wilfred Thesiger)が1934年にディキルを訪れた際、フランス人入植者によって建設された「最も堅固な要塞」に驚かされたと述べている。この要塞はセシジャーの言によれば、20フィートの高さを持つ銃眼を設けられた壁を持ち、上部には鋭利なガラス片と有刺鉄線が設置されていた。また、二つの監視塔が設けられていた。訪問の際、現地の守備隊が現地から経済的支援のみを受けており、軍事的・人員的援助を受けていないことから、セシジャーはこの砦がかつてはフランス人ではなく現地人によって使われていたと考えていた。
1977年から1978年にかけてのオガデン戦争の結果、約8,000人に及ぶソマリ族のイッサ支族が隣国のエチオピアから流出し、近接するアリ・サビエとともにこれを受け入れ、難民キャンプを建設した。
ジブチ内戦後の1994年に設置されたアルタ州に属していたが、2002年7月7日にディキル州がアルタ州から分割された際にその州都となった。

## 気候
ディキルの月毎の気温及び降水量は以下の通りとなる。西方のダナキル砂漠に近いこともあり、降水量は少ない。
| ディキルの気候            | ディキルの気候 | ディキルの気候 | ディキルの気候 | ディキルの気候 | ディキルの気候 | ディキルの気候 | ディキルの気候 | ディキルの気候 | ディキルの気候 | ディキルの気候 | ディキルの気候 | ディキルの気候 | ディキルの気候 |
| 月                        | 1月            | 2月            | 3月            | 4月            | 5月            | 6月            | 7月            | 8月            | 9月            | 10月           | 11月           | 12月           | 年             |
| ------------------------- | -------------- | -------------- | -------------- | -------------- | -------------- | -------------- | -------------- | -------------- | -------------- | -------------- | -------------- | -------------- | -------------- |
| 平均最高気温 °C （°F）    | 24 (75)        | 25 (77)        | 26 (79)        | 27 (81)        | 28 (82)        | 32 (90)        | 34 (93)        | 35 (95)        | 31 (88)        | 27 (81)        | 24 (75)        | 23 (73)        | 28 (82.4)      |
| 平均最低気温 °C （°F）    | 21 (70)        | 22 (72)        | 23 (73)        | 23 (73)        | 24 (75)        | 25 (77)        | 26 (79)        | 27 (81)        | 25 (77)        | 24 (75)        | 22 (72)        | 20 (68)        | 23.5 (74.3)    |
| 降水量 mm （inch）        | 10 (0.39)      | 15 (0.59)      | 14 (0.55)      | 13 (0.51)      | 11 (0.43)      | 0 (0)          | 0 (0)          | 0 (0)          | 10 (0.39)      | 10 (0.39)      | 14 (0.55)      | 15 (0.59)      | 112 (4.39)     |
| 出典：The Weather Channel |                |                |                |                |                |                |                |                |                |                |                |                |                |